# Архипелаг Сао Педро и Сао Пауло
Архипелаг Сау Педру и Сау Паулу (на португалски: Arquipélago de São Pedro e São Paulo, Архипелаг св. Петър и св. Павел) е група от 15 малки скалисти острови, които се намират в централната екваториална част на Атлантическия океан, отстоящи на 627 km от архипелага Фернанду ди Нороня, на 986 km от най-близката точка на континента и на 1010 km от град Натал, в Риу Гранди ду Норти. Островите са обявени за част от бразилската територия, според Бразилския институт за география и статистика (IBGE), принадлежащи към щата Пернамбуку, въпреки че са по-близо до щата Риу Гранди ду Норти.